# Запрещённые барабанщики
«Запрещённые барабанщики» — российская рок-группа, созданная в Москве в апреле 1999 года музыкантами из Ростова-на-Дону и исполняющая эклектичный рок-н-ролл с элементами джаза, этнической (прежде всего латиноамериканской) музыки, эстрадных и фольклорных влияний. Группа, возглавляемая Виктором Пивторыпавло (бывший участник группы «Пекин Роу-Роу»), выпустила шесть студийных альбомов, самым известным из которых остаётся дебютный, «Убили негра». Заглавный трек его, став массовым хитом (прежде всего благодаря раскрутке на радио и MTV), обеспечил группе статус одного из главных поп-музыкальных открытий 1999 года. Несмотря на относительный спад интереса к группе СМИ в последние годы, она, как отмечают специалисты, «по-прежнему занимает особое положение на отечественной рок-сцене», как «изначально некоммерческий, типично альтернативный проект», который «сумел завоевать любовь широких масс».
Концерт 17 апреля 2009 года, посвящённый десятилетнему юбилею «Запрещённых барабанщиков», стал последним публичным выступлением группы в её нынешней форме. Причиной тому явился конфликт участников коллектива с автором Иваном Трофимовым, который запретил им исполнение своих произведений на концертах.

## История группы
Официальной датой образования «Запрещённых барабанщиков» считается апрель 1999 года, когда группа приняла это название, после чего вскоре выпустила дебютный альбом. Однако история коллектива началась в 1993 году, когда под руководством Виктора Пивторыпавло, преподавателя Ростовской консерватории по классу ударных (некоторое время регулярно выступавшего с известным в стране биг-бэндом Кима Назаретова), возник студенческий джаз-ансамбль барабанщиков, использовавших, в числе прочих, самые экзотические инструменты. Вскоре с группой стал выступать бас-гитарист, в составе появились духовые инструменты.
Виктор Пивторыпавло рассказывал:
Вначале нас было трое, потом четверо, и все мы лупили в барабаны — играли инструментальную музыку собственного сочинения… Нас приглашали на смотры и конкурсы ансамблей высших учебных заведений. Потом появился басист, мы очень много играли, ездили по югу России — Краснодар, Ставрополь, Волгоград, — потешали публику своим мастерством ударяния в кастрюли, бочки, всевозможные баночки-скляночки.
«Учебно-студенческий» ансамбль ударных инструментов, по воспоминаниям его лидера, выступал в основном на смотрах и конкурсах ансамблей высших учебных заведений. При этом в начале 1990-х годов Пивторыпавло был ещё и участником ростовских рок-групп «Пекин Роу-Роу» и «12 Вольт».

### Че данс + 1.5 Pavlo
Наступил момент, когда (по словам Виктора Пивторыпавло) музыкантам «захотелось песенного творчества…». Коллектив объединил усилия с лидерами экстремального рок-проекта «Че Данс» — автором текстов Иваном Трофимовым и вокалистом Олегом Гапоновым (в прошлом также — лидером группы «Зазеркалье»). Новый состав, назвавшийся «Че Данс + 1.5 Pavlo», просуществовал до 1995 года.
Иван Трофимов так вспоминал о моменте образования группы:
Отправляясь в Москву на фестиваль «Стиль консервативной революции», на котором нам <«Че Данс»> так и не удалось выступить, мы попросили Пивторыпавло стать нашим барабанщиком. И по дороге обратно пришла идея объединить «Че Дэнс» и оркестр. Мы сделали совместную программу и просуществовали около года. Было 2 концерта в Москве и 4-5 в Ростове, пара эфиров на местном телевидении. Затем у нас возникли разногласия с Гапоновым относительно дальнейших творческих путей, и ансамбль фактически распался.
«Мы оказались перед выбором: продолжить инструментальное творчество или заняться экспериментами в области песенного жанра? Остановились на последнем, и мне пришлось „завыть“ самому. Вот так всё и началось. И продолжается до сих пор», — рассказывал в интервью Пивторыпавло. Барабанный оркестр и Иван Трофимов сохранили творческий союз. Он не распался и после того, как все участники в 1997 году переехали из Ростова-на-Дону в Москву.

### Запрещённые барабанщики
В течение двух лет ансамбль не репетировал и даже не имел базы. В начале 1999 года коллектив — уже под названием «Запрещённые барабанщики» — сумел записать шесть песен и на одну из них, «Убили негра», снять в Минске видеоклип при посредничестве менеджмента группы «Ляпис Трубецкой».
Клип, как вспоминал Пивторыпавло, некоторое время отпугивал антрепренёров, но уже весной 1999 года песня получила известность благодаря ротации на «Нашем радио». «Запрещённые барабанщики» заключили контракт с записывающей компанией «Монолит» и выпустили дебютный альбом, который до этого несколько месяцев лежал на полке. Пластинка была записана группой в составе: Виктор Пивторыпавло (вокал, вибрафон, перкуссия), Пётр Архипов (бас-гитара, перкуссия), Виталий Иванченко (ударные), Вячеслав Онищенко (перкуссия) с приглашёнными гитаристами, один из которых, если верить легенде, был найден в подземном переходе. Иван Трофимов, автор песен, был объявлен «идеологом» группы.

#### «Убили негра»
За время работы над альбомом, как позже рассказывал Пивторыпавло, группа сменила нескольких продюсеров, которым «…в силу финансовых причин приходилось искать студии и в Ростове, и в Москве, и в Минске». По словам Ивана Трофимова, клип год пролежал на полке, причём музыканты увидели его за два дня до выхода в эфир, и решающее слово в его судьбе принадлежало Артемию Троицкому:
MTV взяло его в свою программу 1 апреля в рамках какой-то дурацкой акции и попросило москвичей откликнуться — ставить в ротацию или нет. 80 % жителей Москвы ответили отрицательно. А через неделю MTVишники повторили акцию по городам России, не включая Москву, — там 90 % откликнулось максимально положительно. На MTV долго думали, что делать, тут и вмешался Троицкий, которому клип понравился.
«Только когда клип стал крутиться на MTV, мы нашли продюсеров, вложивших в нас нормальные деньги, и коллектив, получивший название „Запрещённые барабанщики“, зажил новой жизнью», — вспоминал о тех днях Трофимов.
Альбом, материал которого представлял собой изобретательный, эклектичный рок-н-ролл, насыщенный джазовыми элементами и выполненный в необычных аранжировках, имел большой коммерческий успех, а песня «Убили негра» стала одним из главных хитов 1999 года. «Запрещённые барабанщики» с успехом выступили на фестивале «Байк-шоу-99» и провели продолжительное клубное турне.
Однако массовая популярность «Убили негра» (а в Интернете появился специальный сайт, посвящённый этой песне) имела и обратную сторону: музыкантам приходилось всерьёз отвечать на вопросы о неграх и убийствах, раз за разом повторять, что они осуждают расизм. Говоря об аудитории группы, которая первое время была близка музыкантам по духу, В. Пивторыпавло замечал: «Потом, когда появилась надутая, шумная популярность с известной песней, наша аудитория расширилась, стала странной и пугающей».

Продукт захотели громко прорекламировать, и появились плакаты: «Запрещённые барабанщики убили негра», просто так, без кавычек. На нас стали вешать тупой, бессмысленный и оголтелый расизм… В то время — конец 90-х — игра с этим была эпатажна. Поэтому и люди к нам приходили иногда совсем неадекватные и настолько неприятные, что было желание бросить всё это. — В. Пивторыпавло в интервью «Новой газете», 2007 год
Тем не менее именно скандально знаменитый «Негр» обеспечил группе многочисленные премии и награды, в числе которых были «Золотой граммофон — 1999», «Золотая пятёрка − 1999», «Главная премия Фонда Загубленного детства-1999», «Лучшая песня года» по версии журнала «ОМ», Первая премия журнала FUZZ за лучшее видео года.

#### «По ночам»
В 2000 году группа приняла участие в нескольких фестивалях, а затем перешла с «Монолита» на Real Records: «Мы свободные художники. У нас не было долгосрочного контракта с „Монолитом“, нет его и с Real Records», — говорил по этому поводу Пивторыпавло.

На новом лейбле вышел второй альбом группы — «По ночам», записанный и сведённый в Москве на студии FM Division под продюсерским руководством Олега Лобова. Во втором альбоме, как отметил Виктор Пивторыпавло, 
«Мы сами всё делали. Сами делали фотосессию, сами оформляли, сами находили материал. Естественно, был человек, который за компьютером (увлеченно жестикулирует), предлагал цвет поменять. Получилось неплохо».
В качестве полноправных участников группы на обложке (помимо Пивторыпавло, Иванченко, Архипова и Онищенко) были указаны теперь также Иван Трофимов («идеи, тексты, пропаганда») и Михаил Шумаков (гитара).
Вокалист группы говорил, что оформление обложки основывалось на совместных идеях, но признавал, что значительную часть работы выполнил Иван Трофимов («Он рылся в книгах, сидел в библиотеках, ходил по друзьям — фотографии искал». При этом на вопрос корреспондента zvuki.ru о сути «идеологической» работы автора текстов Пивторывпало отвечал: «Он просто придумал себе кличку: „идеолог“. Он пишет тексты, занимается, как и все мы, понемножку администрацией, придумывает начинку обложки для пластинки — это 80 % его работа».

Многие отметили проявившийся в этом альбоме интерес группы к Кубе. Последний (по словам вокалиста группы) также имел отношение ко взглядам и увлечениям «идеолога»: 
Иван… с детства увлекался Маркесом, сочинял стихи на испанском, собирал изображения с Че Геварой и до сих пор иногда все эти значки на себя цепляет. Даже Фиделю письма писал, но тот, правда, так ни разу и не ответил… — Виктор Пивторыпавло в интервью журналу «Салон AV», 2000, Киев
Пластинка, в музыке которой преобладали ритмы реггей и ска, получилась (в чём сошлись как критики, так и участники группы) более светлой и позитивной, чем дебют. Сами музыканты смесь латиноамериканских и африканских мотивов с роком, реггей и стилем старой советской эстрады определяли как стиль «винегрет» (или «оливье»).

##### Вопросы политкорректности
В альбом не вошла «политкорректная» версия главного хита, «Любили чернокожего афроамериканца», которую группа исполняла до этого на концертах. Зато сюда вошли песни про ограбление французской делегации (под провокационным заголовком «Бородино-2000») и особенности поезда «Москва-Махачкала» (одноимённая композиция). Виктор Пивторыпавло в интервью журналу «Салон AV» (2000, Киев) говорил:
Для нас понятия политкорректности на самом деле вообще не существует, и мы политизированной группой себя не считаем. Хотя, конечно, какие-то отголоски  политических событий находят отражение в наших песнях. Но вспомните Данте, который в «Кругах ада» вывел половину своих врагов, или почитайте Ахматову. Искусство всегда было политизированным. Наши песни — это скол современного общества, пропущенный через наше мировосприятие. Часто в них находят воплощение реальные события.
Альбом «По ночам» не мог соперничать с дебютным по уровню массовой популярности, но был чрезвычайно высоко отмечен российскими критиками. «Второй альбом „Запрещённых Барабанщиков“ — лучшее, что я слышал за последнее время. Каждая песня — остроумнейшая и неполиткорректная история…» — писал музыкальный критик Андрей Бухарин в журнале «ОМ». Журнал Playboy назвал «По ночам» «альбомом месяца», газета «Известия» признала «альбомом года».

#### «Ещё раз о Чорте»
Третий альбом готовился долго. При обилии материала группа долго искала студию (сначала в Нижнем Новгороде, потом в Минске), решила поэкспериментировать со звуком (пытались даже играть на расчёсках), а потом, в конце концов, как рассказывал В. Пивторыпавло, записалась в первой попавшейся студии.
Пластинка вышла в 2001 году и была представлена как совместный проект-мистификация под названием «Родители молодых», объединивший «Запрещённых барабанщиков» с Гариком Осиповым (он же Граф Хортица, автор и ведущий культового радиоспектакля «Школа Кадавров», который с 1995 по 2002 год будоражил слушателей «Радио 101»). Основу репертуара нового проекта составили советские и зарубежные песни 1950—1960-х годов, тщательно отобранные и спетые Гариком Осиповым в специфической «кабацкой» манере. Начало альбома предваряет знаменитая песня «Петухов» в исполнении Азизяна. Презентация пластинки прошла в московском клубе «Б-2». В тот же год с Татьяной Анциферовой была записана «Чемпион и королева».
Виктор Пивторыпавло говорил:
Для нас это своеобразная игра. Раньше ресторанные музыканты собирались по ночам и тайком играли запрещённые джаз, рок, фьюжн, а теперь мы днём исполняем джаз, а по ночам — «кабак»… 
Вокалист группы отмечал также, что новый проект оказался в какой-то момент более популярен, чем основной. «В зале стоит угар, как на панк-концерте. Это сейчас самая что ни на есть альтернатива», — говорил вокалист «ЗБ».
Внешне релиз прошёл почти незамеченным, но, как отмечал один из рецензентов, — «песен из альбома „Ещё Раз О Чорте“ не было ни в хит-парадах, ни на радио. А народ слушал да нахваливал». «Среди многих релизов богатого на реюнионы подобного толка, уходящего 2001 года, этот — несомненно, из числа самых лучших», — писал Дмитрий Бебенин, обозреватель zvuki.ru.
Массовому успеху альбома отчасти помешали проблемы с «форматом». Несколько песен с «Ещё раз о Чорте» звучало на Радио Шансон, но рекламная кампания, по словам директора группы, практически провалилась.
К 2002 году состав «Запрещённых барабанщиков» оформился окончательно. В интервью журналу «Мотор» Иван Трофимов участников коллектива представлял так:
Мы все встретились в Ростове. Виктор Пивторыпавло и его брат Юрий — из города Дзержинска Донецкой области; Петр Архипов, великолепный бас-гитарист, один из лучших в Советском Союзе, — из-под Луганска, из города Антрацита; Миша Шумаков, который теперь Кузнецов, — из поселка Каменоломни Ростовской области; Виталий Иванченко — наш барабанщик, наверное, один из лучших в мире, — из Таганрога. А я из Белой Калитвы. Уже в Москве к нам примкнул единственный ростовчанин — Олег Межеровский — в качестве бэк-вокалиста и перкуссиониста. Все, кроме меня, — профессиональные музыканты, причём кое-кто учился у Виктора, когда он преподавал в Ростовской консерватории по классу ударных. Я же журналист-недоучка, учился в Ростове, надоело.
Примерно в то же время «Запрещённые барабанщики» приняли участие в другом «дочернем» проекте «Берлин-Бомбей», где играл младший брат Виктора Юрий, тоже барабанщик. Кроме того, участники группы снялись в сериале «Южный Декамерон» в роли самих себя, музыкантов.
В 2002 году лейбл «Мистерия звука» выпустил CD «Че данс + 1.5 Pavlo», куда вошла «единственная пригодная для прослушивания запись одного из немногих клубных концертов, состоявшегося в ростовском молодёжном клубе „100 %“ в марте 1993 года», а также несколько бонус-треков, записанных специально для релиза в Москве и Ростове.

#### «Только для взрослых»
После долгой паузы лишь в 2004 году вышел альбом «Только для взрослых», куда, согласно пресс-релизу, вошли… «Только светлые и полупрозрачные позитивные эмоции, характерные для людей зрелых умом, но сердцем преданных своим бесшабашным детству/юности».
Музыку нового альбома один из рецензентов охарактеризовал так: «Это… хорошо забытый стиль полупрофессионального ВИА old school с по-хорошему кабацким оттенком… Собственно, с игры в такой манере „Запрещённые Барабанщики“ и начинали… Поэтому новый диск заполнен пассажами старенькой ламповой органолы, важным кваканьем электрогитар, залихватскими распевками, а также шейками, твистами и окорочками в ассортименте». Впервые, по словам критика, «юмористическая ипостась группы постепенно <сместилась> в сугубо музыкальную плоскость».
Один из ростовских концертов группы с материалом нового альбома получил следующий отзыв на ресурсе rostov.ru:
«Запрещённые барабанщики» вышли на сцену в самый разгар ночи. Публика встретила появление музыкантов бурными овациями. Несмотря на то, что они уже 7 лет живут в Москве, в Ростове их по-прежнему помнят, любят и считают «своими». Мощный латиноамериканский ритм захлестнул клуб с самого начала выступления. Уже после первой песни даже те посетители клуба, кто не был знаком с творчеством группы, прониклись её зажигательной музыкой и принялись энергично отплясывать некое подобие обрусевшей латиноамериканской румбы. Исполнялись песни со всех трёх альбомов, но наиболее полно был представлен последний на сегодняшний день диск, с провокационным названием «Только для взрослых». Который, по моему субъективному мнению, стал лучшим творением в истории группы… Кстати, пресловутую песню-хит конца 90-х «Убили негра» «Запрещённые барабанщики» так и не исполнили. Прозвучало лишь нечто очень на неё похожее, но в совершенно новой аранжировке и на украинском языке, с неистовыми выкрикиваниями фамилии одного из кандидатов в президенты братской страны.

#### Конфликт группы с Иваном Трофимовым
В 2005 году наметился конфликт между Иваном Трофимовым и остальными участниками «Запрещённых барабанщиков». В 2006 году главный «идеолог» проекта покинул своё детище и занялся сольной карьерой. Некоторое время группа, исполняя песни Трофимова, не называла имени автора, замечая лишь, что это «человек не из группы». В августе 2006 года на вопрос корреспондента об авторе текстов группы В. Пивторыпавло отвечал уклончиво: 
«Мы никогда не писали себе текстов. Музыку пишу я, а слова… До недавнего времени это был один человек, наш постоянный автор. Но сейчас он занялся сольной карьерой, и нам приходится привлекать нескольких разных авторов».

#### «Нас не трогай!»
Виктор Пивторывпало называл исполнение старых, забытых песен своей «просветительской миссией»:
Много незаслуженно забытого. Посмотрите, как быстро меняется всё на свете. Я ещё не старый человек, а пережил время от советского строя до Бог знает чего — сейчас я не понимаю, что происходит. А дети всего этого не знают. И им очень трудно объяснять, что происходило, и в том числе почему волосатые дядьки горланили песни протеста. Наша задача — помочь им разобраться, не объясняя ничего на словах, а давая послушать, что было в 60-е годы, например…

Альбом «Нас не трогай!» (ФГН «Никитин») был задуман как «…дань памяти и уважения тем, кто прошёл войну и тем, кто погиб в ней». «Запрещённые барабанщики» постарались исполнить редкие песни военных лет в строго аутентичной манере, однако в пресс-релизе подчеркнули: 
«Сборник адресован также и молодым, современным, энергичным, поскольку, хотя память, одновременно согревая и тревожа душу, никуда и никогда не исчезает, но, как и огонь, постоянно нуждается в топливе».
«Нас не трогай!», представленный группой 8 мая 2008 года в Hard-Rock Cafe, по словам рецензента «Литературной газеты» Евгения Маликова, явился настоящим подарком ветеранам ко Дню Победы и «превзошёл самые оптимистические ожидания».

### 2009
В конце 2008 года Иван Трофимов вернулся в состав группы в качестве продюсера и автора текстов. Однако уже весной 2009 года появились сообщения о том, что «Запрещённые барабанщики» с 1 апреля прекращают своё существование. Об этом, в частности, заявил сам Трофимов, составивший список из 38 своих песен, запрещённых для исполнения группой (в их числе оказались самые известные: «Убили негра», «Модная любовь», «Только дай», «Петрова Надя», «Человек-амфибия», «Шаурма», «Салям алейкум, Берлин»).
В начале апреля 2009 года «Запрещённые барабанщики» объявили о начале творческого союза с группой «Ботаника», а 15 мая впервые представили публике совместную концертную программу.

## «Идеология» группы
По словам автора песен группы Ивана Трофимова, формировавшего и формулировавшего в течение многих лет «идеологию» группы, «Запрещённые барабанщики» начинали свой творческий путь как своего рода тайные экстремисты, засевшие в рамках «очень старого мейнстрима». Об экстремальности в рок-искусстве он отзывался критически:

Экстремальную музыку сейчас рекламируют люди, пропагандирующие так называемый здоровый образ жизни, а группе это понятие категорически не нравится. Что такое здоровый образ жизни? Это Микки Маус, Кока-Кола, Дирол и выплеск адреналина в никуда. Вместо того, чтобы брать булыжники и идти громить — молодёжь слушает эту тупую экстремальную музыку, кувыркается на роликовых коньках и скейтах и пьет Кока-Колу. Полная чушь…
В 1999 году в интервью газете «Завтра», сравнивая группу со своим любимым литературным героем Хулио Хуренито из романа И. Эренбурга, И. Трофимов говорил, что цель группы — подавать себя как продукт шоу-бизнеса с целью его разложения.
Изначально мы рассчитывали сделать альтернативную, радикальную программу, которая била бы по всем фронтам, но которая была бы внутри шоу-бизнеса. Бить врага его же оружием, стать бомбой замедленного действия. Ведь под клюквенным соусом старорусского шутовства мы говорим в песнях о серьёзных вещах — о распаде буржуазной семьи, о гибельности современной цивилизации и т. д. И если хотя бы 100 человек из наших слушателей задумаются о судьбе Родины, задумаются о чувстве социальной справедливости — наша миссия будет выполнена.
Однако уже три года спустя он признавал: «Мы думали, что будем любимой группой так называемого протестного электората, а стали любимой группой образованных мелких буржуа. И сейчас мы работаем для них, внедряем в их мозги консервативные идеи всевозможные…»
Трофимов говорил, что группа изначально ориентировалась на «…некую прослойку людей, недовольных существующей музыкой. Людей достаточно образованных, которые привыкли уважать поэтическое слово в песне и благодаря своему какому-то культурному уровню более или менее понимают, о чём там идет речь, могут второй и третий план разглядеть». Однако аудитория, по его впечатлениям, стала меняться: в клубы пришли новые люди, которым «идеолог» группы дал следующее определение:

…У нас после дефолта опять образовался пресловутый средний класс. Это люди, которые, как бы это сказать, пасть порвут любому за свой доход, за то масло, которое они получают по жизни. Они достаточно активные, динамичные, в меру ограниченные, в меру образованные, и всего хотят…. Это в основном те, кто не смог поучаствовать в приватизации начала 90-х годов — поколение некомсомольских бизнесменов.
Объясняя причину перехода от леворадикального протеста — через подрывную деятельность изнутри — к «просвещённому» консерватизму, Трофимов (в 1990-е годы член НБП, в 1996 году, по собственному признанию, агитировавший за КПРФ) в интервью журналу «Мотор» 2002 года говорил: «Я… уже очень сильно устал. Устал от нестабильности. Самая актуальная идея сейчас, по-моему, — это идея консерватизма».

### Отношение к чернокожим
На традиционный вопрос об отношении участников группы к реальным чернокожим, автор песни Иван Трофимов (в детстве и юности увлекавшийся литературой о национально-освободительной борьбе стран третьего мира), отвечал:
Лично я очень хорошо отношусь к африканцам и считаю, что у нас с ними гораздо больше общего, чем с белыми американцами или западными немцами. Одна из тайных миссий песни “Убили негра” — спровоцировать негритянскую общину, даже тех, кто учится у нас в институтах, на какие-то действия не в защиту своей способности играть в баскетбол или танцевать хип-хоп, а на то, чтобы вспомнить, что были такие люди, как Малькольм Х, Франц Фанон, лидер Алжирской революции, мартиникский негр, приехавший помогать арабам в национально-освободительной борьбе против французов, Хайле Селассие, сражавшийся с оружием в руках против итальянцев в Эфиопии.
При этом автор песни скептически отзывался о Мартине Лютере Кинге, утверждая: «Он проповедовал ложный путь, заведший чёрных в эти дебри: свои киноактеры, свои структуры, своя доля в бизнесе — это мерзко и пошло, всё это служаки современной цивилизации».
Ещё в 2002 году Трофимов говорил, что «…хотел бы видеть Америку с чёрным президентом во главе, с огромным количеством китайцев и индейцев». При этом он оговаривался:

Россию, правда, такой я бы видеть не хотел. У нас иная культурная ситуация. Однако, в отличие от традиционных патриотов, я не вижу ничего плохого в притоке свежей крови. Тут я разделяю позицию Хлебникова, Леонтьева. Хлебников говорил, что нам необходима свежая кровь, потому что иначе мы выродимся. Посмотрите на какую-нибудь Норвегию, где живут светловолосые, голубоглазые двухметровые дебилы. Сейчас этот нордический идеал можно рассматривать как одну из последних ступеней к полной деградации. 

## Состав коллектива
- Олег Межеровский — вокал
- Виктор Пивторыпавло — клавишные и соло-партии, перкуссия, бонги, основной вокал
- Михаил («Марсианин») Кузнецов — соло-гитара
- Пётр Архипов — бас-гитара, бэк-вокал
- Юрий Пивторыпавло — ударные
- Виталий Иванченко — ударные
- Павел Протасов

## Отзывы критиков
- Когда я услышал их впервые, от изумлении задался вопросом, а понимают ли эти парни, что они делают, или это получается случайно, по наивности. Время показало, что ещё как понимают. У них есть даже не второе дно, а третье и четвёртое… Просто дух захватывает, какая бездна вкуса, таланта и настоящей крутости. Гордость за отчизну так и распирает. Отдыхают все, и на Западе тоже. Даже сравнивать особо не с кем. Единственный достойный аналог за границей, да и то опосредованный — испано-французский анархист Ману Чао…[6]Журнал «Ом». Андрей Бухарин
- Это не искусственные ретро-стилизации в новомодном ключе «easy». Это реальный привет из эпохи раннего застоя с магнитофонами «Дніпро-14» на тонких лакированных ножках и мини-юбками поверх трикотажных рейтуз… Гарик-Хортица, похоже, навечно настроил свои голосовые связки в тон задушевным интонациям Аркадия Северного («Тарзан», «Мы Лежим С Тобой В Маленьком Гробике»)… Чорт подери, это нечто большее, нежели просто ностальгия![6].Дмитрий Бебенин, Звуки Ру, о третьем альбоме «Ещё раз о Чорте»..
- Песни для людей, у которых уже всё было, многое есть и что-нибудь, да будет впереди. Для тех, кто вполне вписывается в любую из систем и комфортно чувствует себя в «обществе потребления», но временами, чаще всего — по ночам, вдруг испытывает некоторые сомнения в верности выбранного пути, тревожные ощущения зыбкости мироздания и смутную тоску по чему-то неуловимому, чему и названия-то нет[23].И. Небаба. Из рецензии на альбом 2004 года.

## Дискография
- 1999 — «Убили негра», «Монолит».
- 2000 — «По ночам», Real Records.
- 2001 — «Ещё раз о Чорте», Мистерия Звука.
- 2002 — «Че Данс + 1.5 Pavlo», Мистерия Звука.
- 2004 — «Песни про продукты питания».
- 2004 — «Только для взрослых», Мистерия Звука.
- 2005 — «Горим реально. LIVE», ФГ «Никитин».
- 2006 — «МР3 Коллекция», РМГ Рекордз.
- 2008 — «Нас не трогай», Торговая Фирма «Никитин».